# Because You Loved Me
Because You Loved Me é um single da cantora canadense Céline Dion.
Foi lancado como o primeiro single do álbum Falling Into You, em 20 de fevereiro de 1996, nos Estados Unidos, Canadá, Japão e América Latina. Em outras partes do mundo, foi o segundo single do álbum (depois de "Falling Into You"), lançado em maio de 1996. A canção tornou-se um hit mundial, e foi o 4º maior sucesso musical do mundo em 1996, de acordo com a United World Chart.
"Because You Loved Me" foi escrita por Diane Warren e produzido por David Foster para o filme Up Close & Personal.
No Brasil a canção integrou a trilha sonora da novela "Quem É Você?, exibida pela TV Globo em 1996. Na trama a música foi tema da personagem "Débora", interpretada por Julia Lemmertz
A canção foi indicada para um Academy Award como melhor canção original em 1996 (Celine Dion apresentou-se durante a cerimônia), e também foi indicada para  quatro Grammy Awards. Ela ganhou um Grammy Award na categoria "melhor canção escrita para filme ou televisão" (o prêmio foi para Diane Warren), e foi indicada para o categorias de "Álbum do Ano", "Canção do Ano" e "melhor performance vocal Pop feminina".
O videoclipe da música foi dirigido por Kevin Bray e foi lançado em 1996.

## Versão de Jesuton
A canção foi regravada pela cantora britânica Jesuton para o seu EP Because You Loved Me e canção também entrou para a trilha sonora da novela Sangue Bom.
Predefinição:Faixas